# Buffalo '66
Buffalo '66 is een Amerikaanse film uit 1998, geschreven en geregisseerd door Vincent Gallo, die tevens de hoofdrol speelt.

## Verhaal
Billy Brown (Gallo) heeft bij een weddenschap over een wedstrijd van de Buffalo Bills bij de Super Bowl 10.000 dollar verloren. Hij kan deze schuld niet aflossen en in ruil bekent hij een misdrijf dat door een vriend van de bookmaker is gepleegd en zit deze straf van vijf jaar uit. Tegen zijn ouders liegt hij dat het goed met hem gaat en dat hij inmiddels getrouwd is. Als hij uit de gevangenis komt, is hij vastbesloten Scott Woods, de Buffalo Billsspeler die hij verantwoordelijk houdt voor het verlies van de wedstrijd, te doden.
Na zijn vrijlating gaat Billy zijn ouders bezoeken. Onderweg ontvoert hij de dansstudente Layla en dwingt haar zich tegenover zijn ouders als zijn vrouw voor te doen. De ouders ontvangen Billy koel. Zijn moeder is geobsedeerd door sportwedstrijden op televisie. Zijn vader kan het goed met Layla vinden. Na het bezoek aan zijn ouders geeft Billy Layla haar vrijheid terug maar ze besluit bij hem te blijven. Ze probeert Billy te verleiden maar hij kan zich niet voor haar openstellen. 's Avonds komen ze in een hotelkamer terecht. Billy verlaat de kamer om in een stripclub de footballspeler Woods te vermoorden. Als hij op het punt staat dat te doen, realiseert hij zich de consequenties en besluit naar de hotelkamer terug te gaan. Onderweg koopt hij koekjes in de vorm van een hartje voor Layla.

## Rolverdeling
| Acteur              | Personage        |
| ------------------- | ---------------- |
| Vincent Gallo       | Billy Brown      |
| Christina Ricci     | Layla            |
| Ben Gazzara         | Jimmy Brown      |
| Mickey Rourke       | bookmaker        |
| Rosanna Arquette    | Wendy Balsam     |
| Jan-Michael Vincent | Sonny            |
| Anjelica Huston     | Jan Brown        |
| Kevin Corrigan      | Goon / Rocky     |
| Kevin Pollak        | sportcommentator |
| Alex Karras         | sportcommentator |
| Bob Wahl            | Scott Woods      |